# Arte Fora do Museu
O projeto Arte Fora do Museu nasceu em 2011 como um levantamento de 100 obras de arte nas ruas da cidade de São Paulo. O projeto conta com mais de 100 cidades com obras mapeadas, expandindo também sua atuação para além da web. É um guia de arte de rua, que inclui arquitetura, escultura, graffiti e murais. Já realizou exposições, projetos digitais e parcerias com Google e Campus Party entre outros. Vencedor do prêmio Web´s Got Talent em 2014, foi apresentado Califórnia na 25ª conferência do World Wide Web Consortium (W3C).
Artistas que estão mapeados no projeto:
- Bueno – O estilo do lambe e o retrato de ícones nas ruas
- Claudio Tozzi – Como pensar a cidade como uma grande plataforma para a arte
- Eduardo Srur – Instalações que mostram a cidade que não notamos
- Maria Bonomi – O poder transformador da arte urbana
- Rui Amaral – A arte que serve de porta de entrada para o coração de São Paulo
- Siss – O espaço da mulher e o poder da mensagem